# Tour of Taihu Lake
Die Tour of Taihu Lake (auch genannt Tour of Taihu) ist ein Straßenradrennen in China. Es wurde im Gründungsjahr 2010 als Eintagesrennen und danach als Etappenrennen ausgetragen. Die Rundfahrt findet rund um den Taihu Lake statt.
Meistens wird der Wettbewerb im Oktober oder November des Jahres ausgetragen. Mittlerweile ist es fester Bestandteil der UCI Asia Tour und ist dort seit 2012 in der UCI-Kategorie 2.1 eingestuft. 2010 und 2011 war es ein 1.2- bzw. 2.2-Rennen der UCI. Durch die flache und manchmal hügelige Streckenführung kommt diese Rundfahrt eher den Sprintern entgegen.
Rekordsieger ist der Italiener Jakub Mareczko, der das Rennen zweimal gewinnen konnte.

## Sieger
- 2019  Dylan Kennett
- 2018  Boris Vallée
- 2017  Jakub Mareczko
- 2016  Leonardo Duque
- 2015  Jakub Mareczko
- 2014  Sam Witmitz
- 2013  Jurij Metluschenko
- 2012  Milan Kadlec
- 2011  Boris Schpilewski
- 2010  David Kemp